# Geisternetz

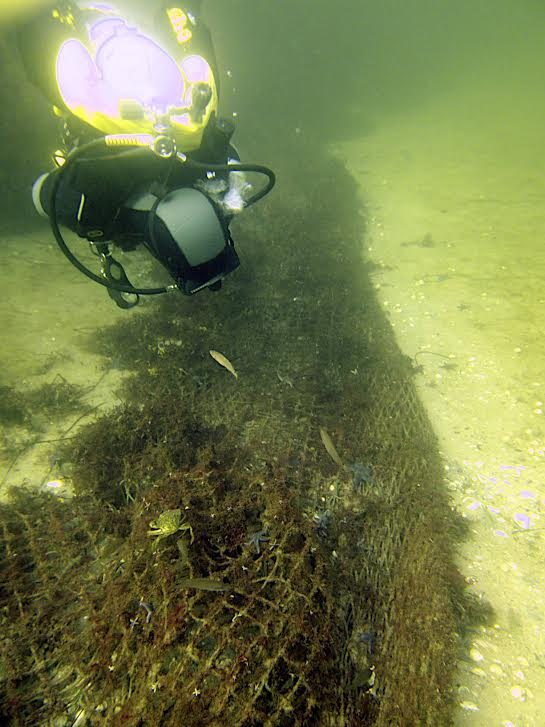
Geisternetz am Meeresgrund mit Taucher

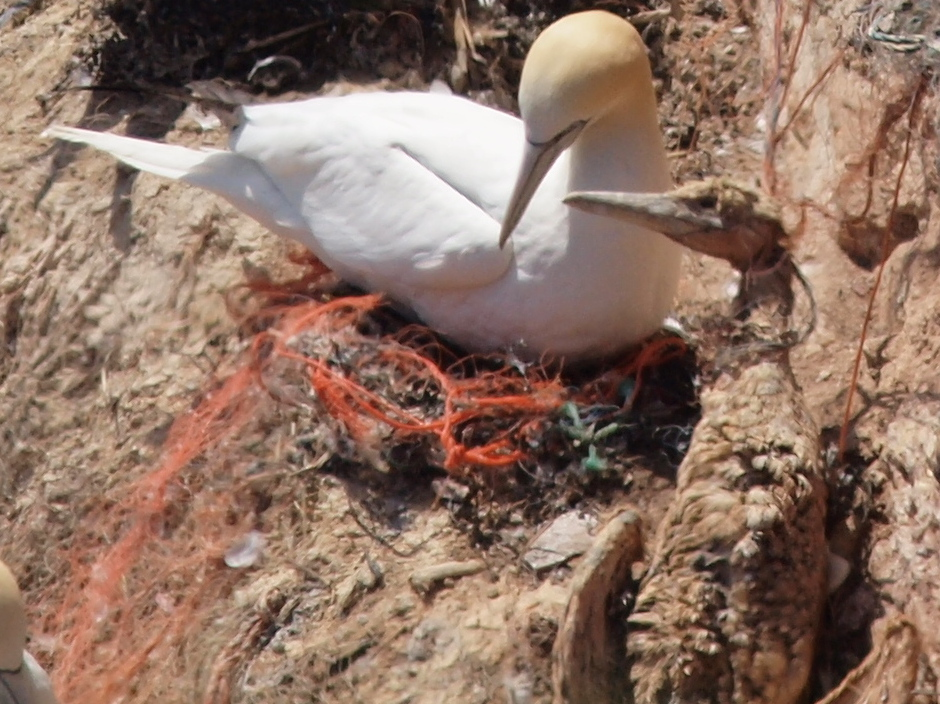
Vorne rechts: Mumifizierter, von einem Geisternetz strangulierter Basstölpel neben brütender Artgenossin (Helgoland, 2011)

Als Geisternetz wird ein Fischernetz bezeichnet, das beim Fischfang (z. B. im Sturm, in Notsituation, bei Netzhakern) verlorenging oder absichtlich im Meer entsorgt wurde und seitdem dort herumtreibt oder sich am Meeresgrund verfangen hat. Hierbei kann es sich um kleinere Netze aus der küstennahen Stellnetzfischerei oder Reusenfischerei handeln, aber auch um große Schleppnetze oder Treibnetze, die in der Hochseefischerei eingesetzt werden. Zusätzlich gehen zu den eigentlichen Netzen auch noch die dazugehörigen Leinen, Scherbretter und andere Teile verloren und können dann sehr lange Zeit, oft auch für Jahrzehnte im Meer treiben.

## Umweltauswirkungen

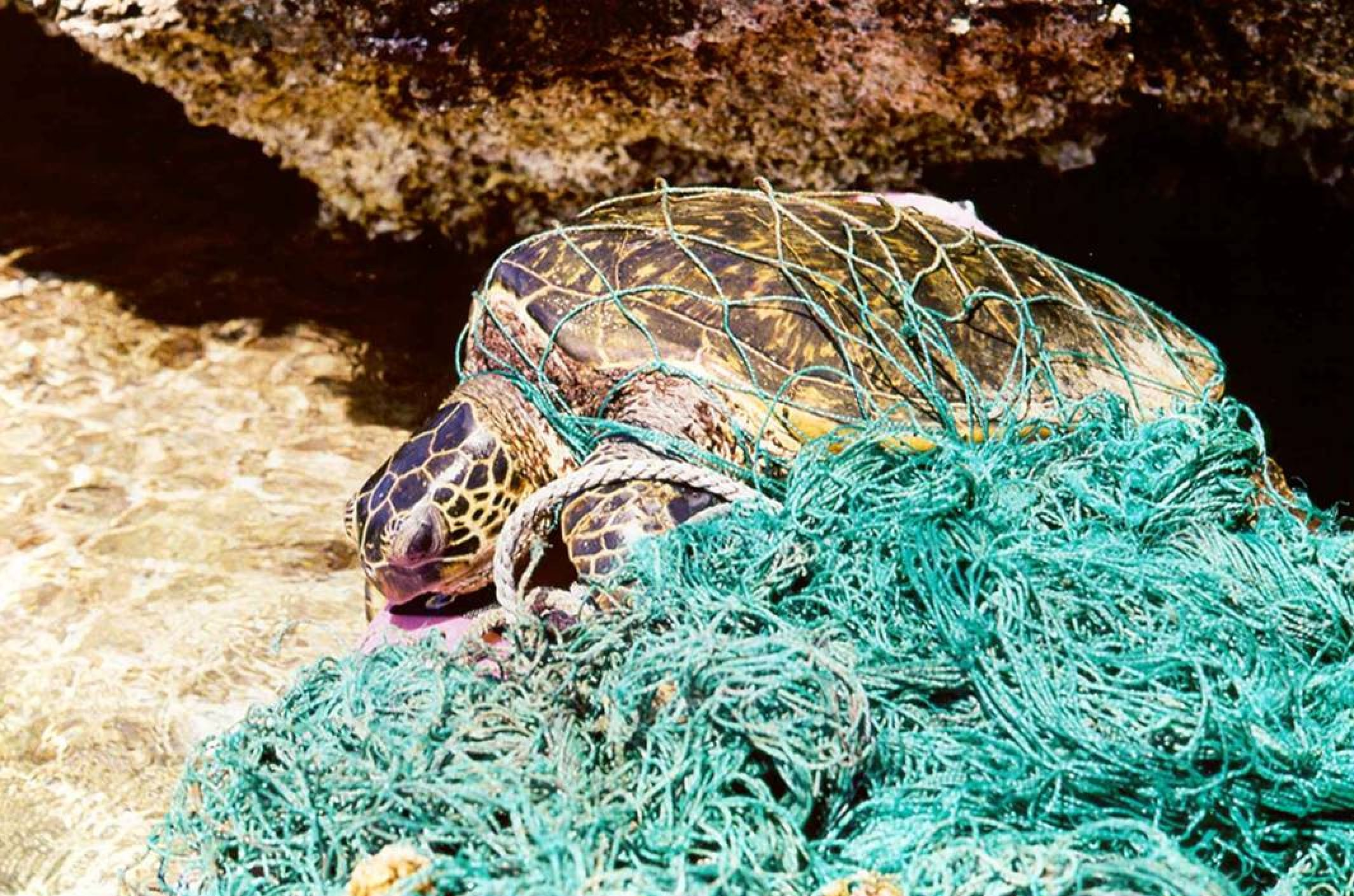
Eine in einem Geisternetz verfangene Meeresschildkröte (2005)

Im Meer treibende, unmarkierte Fischernetze stellen eine Gefahr für Fische, Meeressäuger, Vögel und andere Tiere dar, die sich dort verfangen und verenden. Die in der Regel aus Kunststoffen bestehenden Netze können zudem selbst giftige Chemikalien wie z. B. Weichmacher freisetzen. Beim Rollen über den Meeresgrund, im Wellengang (mechanischer Abrieb) und unter UV-Einfluss (Versprödung) zersetzen sich die Netze zu Mikropartikeln (Mikroplastik), die auch in die Nahrungskette gelangen: Nahezu zehn Prozent des Mülls (insbesondere reißfeste Polymere) in den Ozeanen besteht aus Geisternetzen. Nach neuesten Studien beträgt der Anteil von Geisternetzen am Plastikmüll im Meer weltweit sogar zwischen 30 und 50 %. Gemäß einer Studie der Ernährungs- und Landwirtschaftsorganisation der Vereinten Nationen FAO von 2016 landen allein in den europäischen Meeren pro Jahr rund 1.250 Kilometer Fischereinetze als Geisternetze, weltweit sei die Fischerei Verursacher mehr als einer Mio. Tonnen Plastikmülls in den Ozeanen.
Gegenwärtig beschäftigen sich verschiedene Arbeitsgruppen mit der Bergung der Netze beziehungsweise der Untersuchung, ob solche herrenlosen Netze nicht auch unter Umständen eine Chance für die Umwelt bieten können, indem sie als Habitat für Tiere und Pflanzen dienen.

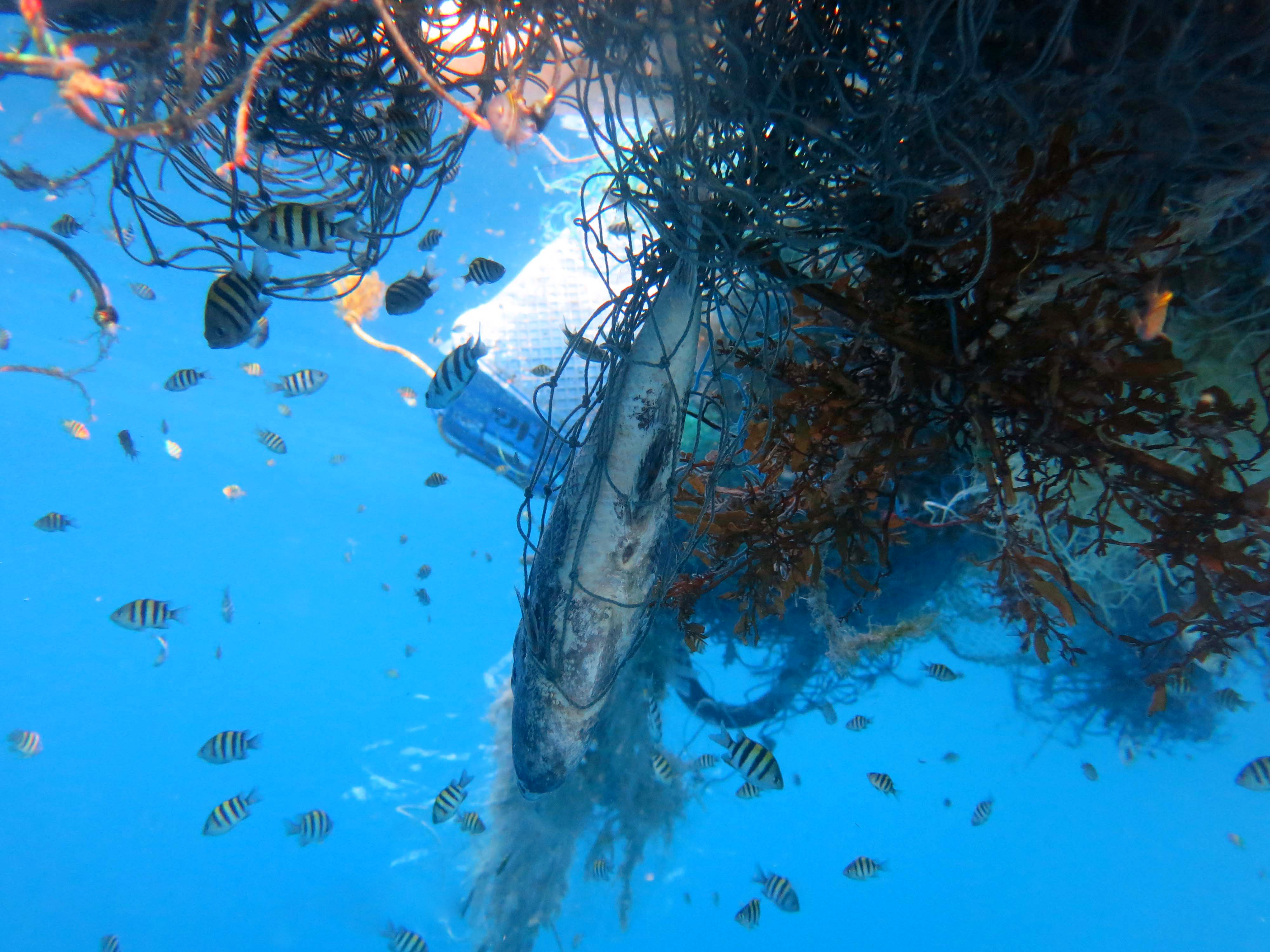
Fisch in einem Geisternetz (Malediven, 2014)

## Archäologische Funde
Oftmals gehen Schleppnetze beim Kontakt mit Wracks verloren, verheddern sich in den Schiffsresten und müssen aufgegeben werden. Historische Wracks können hierdurch beschädigt werden. Beim Versuch, die Netze zu bergen, können Aufbauten abgerissen und somit zu einem Problem für die Unterwasserarchäologie werden. Meistens werden solche Netzhakerpositionen durch Fischer notiert und gemieden, stellen sie doch eine Gefahr für den Verlust weiterer Fischernetze dar. Aber auch treibende Netze können sich in Wracks verhaken, diese durch erhöhten Strömungswiderstand belasten oder zur Auskolkung beitragen.

## Datenbank und Survey
Im Zuge des drittmittelgeförderten Projekts „Geisternetze – Falle oder Habitat?“ sollte ab 2015 durch die Scientific Diving Association Kiel und Terra Mare Excavation & Research unter Einbindung von Sport- und Forschungstauchern sowie der Fischereiindustrie ein Meldesystem bzw. eine Datenbank für verlorenes Fischfangzeug umgesetzt und wissenschaftlich begleitet werden.

## Beseitigung von Netzen
Verschiedene Organisationen bergen seit einigen Jahren Geisternetze aus den Meeren. Dazu gehören beispielsweise der WWF, das Ocean Voyages Institute, die Gesellschaft zur Rettung der Delphine sowie Healthy Seas mit Ghost Diving. Der WWF hat zwischen 2014 und 2020 18 Tonnen Geisternetze aus der Ostsee geborgen, Ghost Diving und Healthy Seas haben mit ihren freiwilligen technischen Tauchern seit 2013 über 585 Tonnen Geisternetze geborgen.
An den Aktivitäten von Natur- und Meeresschutzorganisationen beteiligen sich auch privatwirtschaftliche Unternehmen, wie zum Beispiel Tönsmeier oder das Unternehmen Bracenet.